# Mobilni telefon
Mobilni telefon ili jednostavno mobitel (žargonski: mob) prijenosni je elektronički uređaj za komunikaciju. Glavna komunikacijska funkcija je glasovna komunikacija, no u novije vrijeme dodane su funkcije kao: kratke tekstualne poruke (SMS) te kratke slikovne poruke (MMS). Mobilni telefoni se razlikuju od prijenosnih telefona po većem dometu i nisu vezani uz jednu baznu stanicu. Za uspostavljanje govorne veze s drugim mobitelom koristi se bežično spajanje na mrežu baznih stanica. Prve takve stanice su predstavljene 1980-ih i bile su analogne (1G generacija). Druga generacija (2G ili u Europi GSM) se koristi digitalnim signalom. Treća generacija (3G) je omogućila videopozive . Četvrta generacija (4G, uključuje i LTE) veće brzine prijenosa podataka ,a najnovija generacija (5G) omogućila je dosada najbrži prijenos podataka.
Mobilni uređaji često imaju aplikacije za primanje elektroničke pošte putem interneta, registraciju kontakata, kalkulator, sat, alarm (budilicu), igre, programe za reprodukciju glazbe i videa itd.  Osnovni koncepti mobilnih telefona izumljeni su u Bell Labs 1947. Mobilni telefoni sa zaslonom osjetljivim na dodir i dodatnim mogućnostima nazivaju se pametnim telefonima. Prvi mobilni uređaji pušteni su na tržište davne 1990. godine.
Neki od najvećih proizvođača (brendova) mobilnih telefona su: Alcatel, Apple, BlackBerry, HTC, Huawei, Lenovo, LG, Motorola, Nokia, Samsung, Sony i ZTE.

## Mobilni virusi
Danas je poznato nekoliko vrsta mobilnih virusa i neki od načina da mobitel dobije virus su slanje MMS i SMS poruka, internetski programi koji se "skidaju" (en. downloading) nakon njegove instalacije i preko Bluetootha. Virusi mogu oštetiti neke datoteke i slične dokumente te se prenositi porukama, pa imaju neke sličnosti s računalnim virusima. Mobilni virusi su: Timifonica (znan od 2000. godine,  virus se prenosio slanjem tekstualnih poruka), Trojan (znan od kolovoza 2004., prenosio se na isti način kao i Timifonica, a kreiran je pomoću igre Mosquito), Cabir (znan od srpnja 2004., prenosio se Bluetoothom, a napadao je mobitele sa Symbian OS, a slao se pomoću MMS-a), Commwarrior (kreiran u ožujku 2005., napadao je mobitele sa Symbian OS, slao se pomoću MMS-a, kojim je slijedio adresar), Comwar, Duts (virus bi napadao pozivne mobitele i Pocket PCs, a napdao bi .exe datoteke i datoteke veće od 4 096 bajtova),  Skulls (inficirao bi desktop i pravio korisnikove aplikacije, a napadao je mobitele koji služe uglavnom za pozive) Lasco. A (prenosio bi se Bluetoothom, a napadao bi većinom datoteke).  

## Vanjske poveznice
|  | Zajednički poslužitelj ima još gradiva o temi Mobilni telefon |

- Mobitel Hrvatska enciklopedija
- Mobile telephone Britannica